# Groene suikerkorst
Groene suikerkorst (Fuscidea pusilla) is een korstmossoort uit de familie Fuscideaceae. Hij leeft in symbiose met chlorococcoïde alg.

## Determinatie
Groene suikerkorst is een korstvormig korstmos. Het thallus is klein en heeft een diameter tot 2 cm. Het bestaat uit grijsgroene korrels die in het midden soredieus openbarsten. Apotheciën zijn afwezig. De soort reageert UV+ wit.

### Gelijkende taxa
Groene suikerkorst lijkt veel op boomsuikerkorst (Fuscidea lightfootii), die dezelfde structuur en afmetingen heeft maar altijd kleine bruine pycnidiën heeft en soms ook apotheciën heeft.

## Ecologie
Groene suikerkorst is een epifytische pioniersoort die vooral voorkomt op zure schors van laanbomen. Het kan gaan om gladde tot ruwe schors.